# Congregazione per l'elezione dei vescovi
La Congregazione per l'elezione dei vescovi era un organismo della Curia romana, oggi soppresso.

## Storia
Papa Innocenzo XI creò questo dicastero durante il suo pontificato con l'intento di creare un gruppo di cardinali, prelati e giuristi che raccogliessero informazioni ed indiscrezioni sulla vita privata, la condotta morale e disciplinare di quei personaggi che erano prescelti dalla curia romana per essere elevati al rango di vescovi o arcivescovi, il tutto a totale insaputa dei candidati. Per l'elezione definitiva, ovviamente, non si tenevano conto di raccomandazioni e la rosa dei candidati veniva proposta al pontefice il quale ad ogni modo si riservava di accettare o rifiutare le candidature.
Caduta in disuso già durante il seicento per il prevalere del nepotismo, la congregazione venne recuperata sotto il pontificato di Benedetto XIV il quale, con la bolla Ad apostolicae del 16 ottobre 1740, ricompose la commissione dotandola di cinque cardinali all'esame e dell'uditore di stanza del pontefice. Anche questa rivitalizzazione, ad ogni modo, ebbe breve vita in quanto molti nunzi apostolici e prelati, appoggiati da personaggi importanti, tendevano a far prevalere la loro candidatura per ragioni politiche.
Di questa Congregazione non vi è più traccia agli inizi dell'Ottocento.

## Fonti
- Gaetano Moroni, Della congregazione sopra l'elezione de' vescovi, Dizionario di erudizione storico-ecclesiastica, vol. XVI, Venezia 1842, p. 148-150